# Principat de Shirawan
El principat de Shirawan o Shirwan (sense relació amb el Xirvan del Caucas) fou un petit estat autònom kurd a la riba dreta del Bohtan que va existir dels segles XIV a XIX, al sud de Khizan. Els kurds van establir a la zona en temps dels aiúbides al mateix temps que els malikan s'establien a Hasankeyf. Els shirawi foren visirs dels malikans. La capital era Kufra i altres poblacions Awil, Shabistan i Irun.